# باشگاه فوتبال نصر حسین دای
باشگاه فوتبال نصر حسین دای (به انگلیسی: NA Hussein Dey) یک باشگاه فوتبال در شهر الجزیره، الجزایر است.
این باشگاه که در سال ۱۹۴۷ تأسیس شده است سابقه یک قهرمانی در لیگ حرفه‌ای فوتبال الجزایر و یک قهرمانی در جام حذفی فوتبال الجزایر را در کارنامه دارد.